# Wilf Carter
Wilfred Arthur Charles 'Wilf' Carter (Port Hilford (Nova Scotia), 18 december 1904 – Scottsdale (Arizona), 5 december 1996) was een Canadese countryzanger, songwriter en jodelaar. In zijn geboorteland wordt hij daar beschouwd als de vader van de countrymuziek en een van de meest succesvolle vertegenwoordigers van het genre. Maar ook onder de naam Montana Slim kon hij in de Verenigde Staten groot succes vieren. In zijn lange carrière nam hij, naast talloze stukken in de oude stijl, voornamelijk cowboygeoriënteerde nummers op en is hij een van de pioniers van de westerse muziek. Hij won ook aan belang als virtuoos jodelaar, vooral in de echo-jodeling of drie-in-één stijl die hij ontwikkelde.

## Biografie

### Kindertijd en jeugd
Wilf Carter werd op 18 december 1904 geboren in Port Hilford als een van negen kinderen van een Zwitserse baptistenprediker en zijn Engelse vrouw. Omdat het gezin erg arm was, moest hij sinds zijn achtste in verschillende banen werken op de boerderij van zijn ouders en de naburige boerderijen. Op ongeveer 10-jarige leeftijd had hij een ervaring die zijn toekomstige leven zou vormgeven: tijdens een veetocht zag hij een voorstelling van De negerhut van Oom Tom, waarin een onbekende Zwitserse jodelaar, de jodelende dwaas, als een extra attractie verscheen. Vanaf dat moment had de jonge Wilf zijn roeping gevonden en werd hij door de strikte opvoedingsmethoden van de vader niet belet onophoudelijk jodelen te beoefenen: 'Ik jodelde boven en beneden, in de salon en in de appelboomgaard en in de laan. Pa kon me niet tegenhouden, ook al plaatste hij meer dan een dozijn pantoffels op mijn broek'. Op 16-jarige leeftijd verliet hij uiteindelijk zijn geboorteplaats vanwege een geschil met zijn vader om als cowboy in de Canadese Rockies te werken. Daar vermaakte hij zijn collega's met zijn vocale optredens en trad hij ook op op rodeo's. Uiteindelijk belandde hij in Alberta, waar hij sinds 1930 in het programma The Old Timers op het radiostation CFCN was verschenen. Meestal begeleidde hij zijn zang met een autoharp of zong zonder begeleiding.

### Het begin
Carter werd ook beïnvloed door de rijzende ster Jimmie Rodgers, die ook zijn muziek jodelde en verrijkte met blues- en jazzelementen. Daarentegen benadrukte Carter de originele Alpine-stijl, die hij in de loop van de tijd ontwikkelde tot zijn eigen stijl. Vanwege de populariteit die hij opdeed tijdens zijn optredens, kreeg hij een nieuwe baan als radiopresentator bij CFCN. Een keer per week werd zijn show The Voice Of The Prairies uitgezonden, waarin Carter ook zong. Kort daarna stapte hij over naar het radiostation CBC en tekende ook een contract met de Toronto Publishing House. Ondanks zijn baan leefde hij echter in bescheiden omstandigheden. Om zijn levensstijl te verbeteren, werkte hij bij de Canadian Pacific Railway, die reizen naar het Wilde Westen van Canada organiseerde. Omdat hij steeds populairder werd, kreeg Carter een platencontract aangeboden door RCA Records, maar hij kon de reis naar New York niet financieren, dus RCA liet het aanbod weer vallen.

### Carrière
Uiteindelijk kreeg hij in 1933 een contract bij RCA. Het schip waarop Carter werkte, maakte een stop in Montreal. Daar speelde hij voor de Canadese RCA-directie, die hem toen een contract aanbood. Hij bracht zijn eerste plaat uit in 1934 met My Swiss Moonlight Lullaby op de A-kant en The Capture Of Albert Johnson op de B-kant. De single werd een hit in Canada, maar werd in de Verenigde Staten grotendeels genegeerd. In 1935 begon hij op te treden bij het CBS-radiostation in New York als Montana Slim. Een secretaris had de naam bedacht bij het uitbrengen van het nummer A Cowboy’s High Toned Dance van Carter. Zijn platen bereikten onmiddellijk hoge verkopen in de Verenigde Staten. Zijn platen werden vanaf dat moment in Canada uitgebracht onder de naam Wilf Carter, in de Verenigde Staten onder de naam Montana Slim. Het was een drukke tijd voor Carter, tijdens zijn lange carrière schreef hij bijna 500 liedjes die de meest uiteenlopende muziekgebieden van die tijd bestreken, maar die zich voornamelijk bezighielden met het zeer populaire cowboythema in die tijd. Daarnaast bleef hij regelmatig bij de radio en bij concerten optreden.
In 1937 trouwde Carter met de voormalige verpleegster Bobbie Bryan, met wie hij een boerderij in Alberta kocht. In 1940 kreeg Carter een ernstig auto-ongeluk, waarvan hij volledig herstelde, maar pas in 1947 kon hij weer opnamen maken en zette hij zijn werk bij de radio voort en ging op tournee in 1949. Tijdens deze herstelperiode concentreerde hij zich volledig op het fokken van vee en de opvoeding van zijn twee dochters Sheila en Carol. Carter en zijn gezin waren al in 1947 naar New Jersey verhuisd vanwege het woon-werkverkeer tussen Canada en de Verenigde Staten. In hetzelfde jaar maakte hij zijn eerste en enige optreden in de Grand Ole Opry, de beroemdste radioshow in Amerika. Zijn daaropvolgende tournee door de Verenigde Staten was een groot succes en in 1953 begon hij met zijn dochters aan de rondtrekkende show The Family Show With The Folks You Know. In 1952 had RCA zijn contract opgezegd en verhuisde Carter naar Decca Records, waar hij opnam tot 1957. Zijn sessies werden gehouden in Nashville (Tennessee) en sterren als Chet Atkins en Grady Martin waren vaak aanwezig als achtergrondmuzikanten.
Eind jaren 1950 nam de populariteit van Carter in Amerika af. In Canada was hij echter nog steeds consistent succesvol. Carter bracht platen uit en toerde door Canada tot de jaren 1980. In 1971 werd hij opgenomen in de Nashville Songwriters Hall of Fame. Na de dood van zijn vrouw in 1989 trok hij zich geleidelijk terug uit de openbaarheid.

## Erfenis
Naast Hank Snow wordt Wilf Carter beschouwd als de meest succesvolle Canadese countrymuzikant en hij wordt ook beschouwd als de vader van de Canadese countrymuziek, die nauwelijks voor hem uit de schaduw van haar zuidelijke zus was voortgekomen. Op het gebied van jodelen en westerse muziek maakte hij echter de meest blijvende indruk. Met het echo-jodelen en het door hem ontwikkelde drie-in-één-jodelen, verschilde hij aanzienlijk van de stijl die eerder in de Vaudeville werd beoefend, waaruit uiteindelijk het Blue Yodeling zou moeten voortkomen. In zekere zin anticipeerde hij op de meer geavanceerde Joder die later werd gebruikt door de Singing Cowboys. Maar ook het zogenaamde voice-break zingen, d.w.z. het breken van de stem tijdens het zingen van delen van de tekst blijft verbonden met zijn naam, bijvoorbeeld met het liedje A little Log Shack I can alway call my Home. Zijn opnamen van traditionele en eigen cowboy-titels, die het grootste deel van zijn werk uitmaakten, markeren de overgang van de realistische ballads van een Carl T. Sprague naar de romantische en getransfigureerde titels waarmee artiesten zoals Gene Autry of Roy Rogers Hollywood halverwege de jaren 1930 zouden moeten veroveren. Ondanks zijn hobo en hillbilly-nummers wordt hij vaak gezien als een van de grote pioniers van het westerngenre en een van de grootste westernzangers aller tijden.

## Verdere onderscheidingen
- 1991: Opname in de Western Music Association Hall of Fame
- 1997: Opname in de Nova Scotia Country Music Hall of Fame

## Overlijden
Wilf Carter alias Montana Slim overleed op 5 december 1996 op 91-jarige leeftijd, kort nadat zijn dokters kanker bij hem hadden vastgesteld. Hij werd opgenomen in zowel de Canadian Music Hall of Fame als de Canadian Country Music Hall of Fame voor zijn diensten aan de countrymuziek in Canada.

## Discografie
- Too Many Blues / Singing on Borrowed Time (RCA Victor)
- The Midnight Train / The Tramp's Mother (RCA Victor)
- Man Hunt / Alabama Saturday Nite (RCA Victor)
- My Brown-Eyed Prairie Rose / I'm Hitting the Trail (RCA Victor)
- Dynamite Trail / The Strawberry Roan (Decca Records)
- My French Canadian Girl / My Prairie Rose (Decca Records)